# Johann Georg Ahle
Johann Georg Ahle (ochrzczony 12 czerwca 1651 w Mühlhausen, zm. 2 grudnia 1706 tamże) – niemiecki kompozytor, organista i teoretyk muzyki.

## Życiorys
Syn Johanna Rudolpha Ahlego. Po śmierci ojca w 1673 roku objął po nim stanowisko organisty kościoła św. Błażeja w Mühlhausen. Stanowisko to piastował do końca życia, jego następcą został Johann Sebastian Bach. W 1680 roku cesarz Leopold I Habsburg nadał mu godność poety-laureata.
Komponował wokalne utwory o charakterze sakralnym i świeckim, niektóre z akompaniamentem instrumentów. Opublikował prace teoretyczne Johan Georg Ahlens musikalisches Frühlings-Gespräche, darinnen fürnehmlich vom grund-und kunstmassigen Komponiren gehandelt wird (1695), Johan Georg Ahlens musikalisches Sommer-Gespräche (1697), Johan Georg Ahlens musikalisches Herbst-Gespräche (1699) oraz Johan Georg Ahlens musikalisches Winter-Gespräche (1701).